# Argentyna na Zimowych Igrzyskach Olimpijskich Młodzieży 2012
Argentynę na Zimowych Igrzyskach Olimpijskich Młodzieży 2012, które odbywały się w Innsbrucku reprezentowało 5 zawodników.

## Skład reprezentacji Argentyny

### Biegi narciarskie
Chłopcy
| Zawodnik     | Konkurencja   | Kwalifikacje | Kwalifikacje | Ćwierćfinał   | Ćwierćfinał   | Półfinał      | Półfinał      | Finał         | Finał         |
| Zawodnik     | Konkurencja   | Wynik        | Miejsce      | Wynik         | Miejsce       | Wynik         | Miejsce       | Wynik         | Miejsce       |
| ------------ | ------------- | ------------ | ------------ | ------------- | ------------- | ------------- | ------------- | ------------- | ------------- |
| Alejo Hlopec | Sprint        | 2:09.30      | 47.          | Nie awansował | Nie awansował | Nie awansował | Nie awansował | Nie awansował | Nie awansował |
| Alejo Hlopec | Bieg na 10 km |              |              |               |               |               |               | 40:33.8       | 47.           |

### Narciarstwo alpejskie
Chłopcy
| Zawodnik         | Konkurencja     | Wyniki  | Wyniki       | Wyniki       | Wyniki       |
| Zawodnik         | Konkurencja     | Runda 1 | Runda 2      | Razem        | Miejsce      |
| ---------------- | --------------- | ------- | ------------ | ------------ | ------------ |
| Ramiro Fregonese | Slalom gigant   | 1:00.48 | Nie ukończył | Nie ukończył | Nie ukończył |
| Ramiro Fregonese | Supergigant     |         |              | 1:08.48      | 25.          |
| Ramiro Fregonese | Superkombinacja | 1:06.72 | 38.89        | 1:45.61      | 16.          |

Dziewczęta
| Zawodnik           | Konkurencja     | Wyniki        | Wyniki        | Wyniki        | Wyniki        |
| Zawodnik           | Konkurencja     | Runda 1       | Runda 2       | Razem         | Miejsce       |
| ------------------ | --------------- | ------------- | ------------- | ------------- | ------------- |
| Delfina Costantini | Slalom          | Nie ukończyła | Nie ukończyła | Nie ukończyła | Nie ukończyła |
| Delfina Costantini | Slalom gigant   | 1:00.96       | Nie ukończyła | Nie ukończyła | Nie ukończyła |
| Delfina Costantini | Supergigant     |               |               | 1:10.50       | 22.           |
| Delfina Costantini | Superkombinacja | 1:09.26       | 39.83         | 1:49.09       | 20.           |

### Narciarstwo dowolne
Chłopcy
| Zawodnik      | Konkurencja | Kwalifikacje | Kwalifikacje | Ćwierćfinał | Półfinał  | Finał     |
| Zawodnik      | Konkurencja | Czas         | Miejsce      | Miejsce     | Miejsce   | Miejsce   |
| ------------- | ----------- | ------------ | ------------ | ----------- | --------- | --------- |
| Thomas Rivara | ski cross   | 59.00        | 10           | Anulowane   | Anulowane | Anulowane |

Dziewczęta
| Zawodniczka      | Konkurencja | Kwalifikacje | Kwalifikacje | Ćwierćfinał | Półfinał  | Finał     |
| Zawodniczka      | Konkurencja | Czas         | Miejsce      | Miejsce     | Miejsce   | Miejsce   |
| ---------------- | ----------- | ------------ | ------------ | ----------- | --------- | --------- |
| Manuela Roncallo | ski cross   | 1:01.67      | 7            | Anulowane   | Anulowane | Anulowane |